# Neophrontops
Neophrontops — викопний рід яструбоподібних птахів родини яструбових (Accipitridae), що існував в Північній Америці з пізнього міоцену по ранній плейстоцен. Близький родич сучасного стерв'ятника (Neophron). Викопні рештки птаха знайдено у США та Мексиці.

## Види
- Neophrontops americanus (Miller, 1916): Каліфорнія, Нью-Мексико, Вайомінг, Нуево-Леон
- Neophrontops dakotensis (Compton, 1935): Південна Дакота, Орегон
- Neophrontops richardoensis (Rich, 1980): Каліфорнія
- Neophrontops slaughteri (Feduccia, 1974): Айдахо, Флорида
- Neophrontops vallecitoensis (Howard, 1963): Каліфорнія
- Neophrontops vetustus (Wetmore, 1943): Небраска